# Opius rufipleurum
Opius rufipleurum är en stekelart som beskrevs av Fischer 1964. Opius rufipleurum ingår i släktet Opius och familjen bracksteklar. Inga underarter finns listade i Catalogue of Life.